# 세가락도요
세가락도요(Sanderling, Calidris alba)는 섭금류에 속하는 작은 새이다.
먼거리를 이주하는 철새인데, 남쪽으로는 남아메리카, 남유럽, 아프리카, 오스트레일리아로 겨울을 난다. 한국에서는 이동 시기에 보이는 나그네새이고 서해안에서 소수가 관찰되고 동해안에서 관찰되는 경우가 많다. 동해안에서 무리를 이루어서 겨울을 보내기도 한다.
여름깃은 몸윗면이 전체적으로 적갈색이고 아랫면이 흰색이다. 겨울깃은 몸윗면이 회백색으로 변한다. 어린새는 몸윗면에 흰색과 검은색 무늬가 흩어져 있다.
봄에는 3~4개의 알을 낳는다. 땅에서 주로 곤충과 일부 식물 물질을 먹는다.